# 黄洞瑶族乡
黄洞瑶族乡是中华人民共和国广西壮族自治区贺州市八步区下辖的一个民族乡。

## 行政区划
黄洞瑶族乡下辖以下村级行政区划单位：
黄洞村、都江村、三歧村和石门村。